# Justyna Dąbrowska

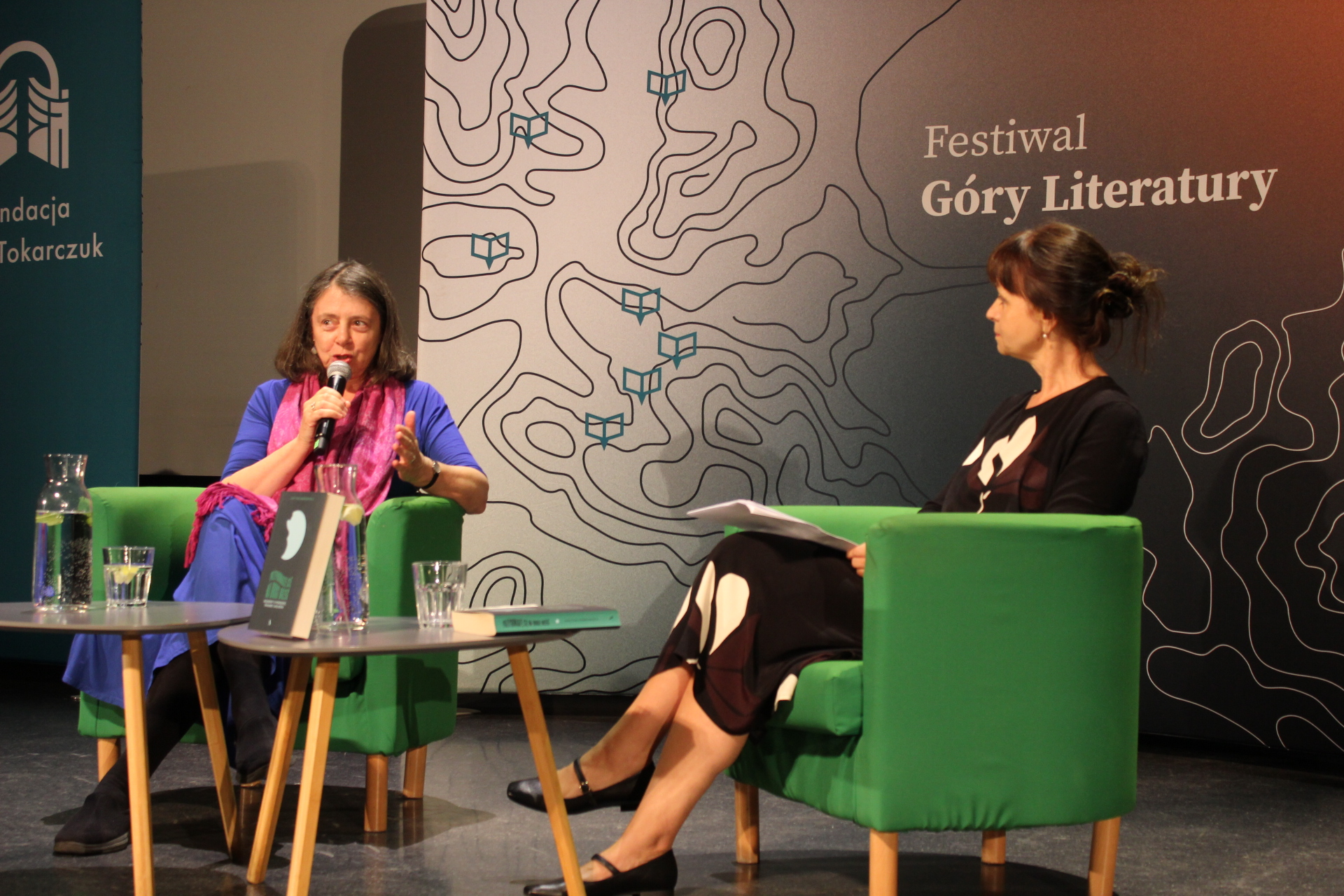
Justyna Dąbrowska, 2024

Justyna Agnieszka Sokół-Dąbrowska (ur. 1 września 1960 w Warszawie) – polska psycholożka, psychoterapeutka, redaktorka, felietonistka, autorka książek.

## Życiorys
W 1985 ukończyła psychologię kliniczną na Uniwersytecie Warszawskim. Pracę magisterską napisała pod kierunkiem Mai Lis-Turlejskiej, zajmując się w niej analizą rodowodów etycznych ówczesnych działaczy opozycji demokratycznej. Przeprowadziła wówczas wywiady z wieloma osobami ukrywającymi się w podziemiu, takimi jak Konrad Bieliński, Zbigniew Janas, Jan Lityński, Joanna Szczęsna, Henryk Wujec, Ludwika Wujec; rozmawiała także z Ireneuszem Gugulskim, Jackiem Kuroniem, Janem Józefem Lipskim i Antonim Macierewiczem. Po 1989 współtworzyła 2SLO (Społeczne Liceum przy ul. Nowowiejskiej 5) w Warszawie, gdzie pracowała jako psycholog.
Od początku istnienia „Gazety Wyborczej” publikowała tam felietony na temat wychowania dzieci, początkowo w wydaniu weekendowym, a później w „Magazynie Kolorowym”. W 1994 założyła, a następnie prowadziła, redakcję miesięcznika „Dziecko”, w którym pracowali i publikowali m.in.: Agnieszka Graff, Mikołaj Grynberg, Paweł Kwaśniewski, Tomasz Kwaśniewski, Junona Lamcha-Grynberg, Joanna Olech, Paweł Pawlak, Elżbieta Smoleńska, Małgorzata Strzałkowska, Magdalena Szczypiorska, Joanna Szulc, Elżbieta Wasiuczyńska i Wojciech Widłak. W 1995 otrzymała tytuł Redaktora Naczelnego Roku od miesięcznika „Media i Marketing”. Była współtwórczynią pierwszego portalu dla rodziców małych dzieci „e-dziecko”. Jako redaktorka specjalizuje się w redagowaniu wywiadów i literatury faktu. Redagowała m.in. „Serię z różą” wydawnictwa Krytyki Politycznej, w tym książki Małgorzaty Szumowskiej, Ludwiki Wujec i Andy Rottenberg.
Od 2010 publikuje w „Tygodniku Powszechnym”, „Gazecie Wyborczej” i „Piśmie”, a także w formie książkowej, rozmowy z intelektualistami i artystami będącymi na ostatnim odcinku swojej życiowej drogi. W 2012 otrzymała nagrodę im. Barbary Łopieńskiej za „najlepszy wywiad prasowy roku 2011” (rozmowę z Jerzym Jedlickim).
Jako psychoterapeutka od 25 lat związana z Laboratorium Psychoedukacji. Ceryfikowana psychoterapeutka Polskiego Towarzystwa Psychologicznego oraz European Association for Psychotherapy. Ukończyła także szkolenie „Parent Infant Psychoanalytic Psychotherapy” w Anna Freud Centre w Londynie. Prowadzi pierwsze w Polsce seminaria otwarte na temat psychologicznej pomocy okołoporodowej dla psychoterapeutek, położnych, lekarek i douli.
Córka tłumaczki Ireny Lewandowskiej oraz poety i tłumacza Witolda Dąbrowskiego. Jako dziecko (1968–1972) występowała jako aktorka dubbingowa. Od 1982 żona grafika Pawła Malki; matka psycholożki Uli Malki oraz historyka idei, dziennikarza i ekonomisty Jędrzeja Malki.

## Twórczość
- Z dziećmi bez stresu, Wyd. Jacek Santorski & Co, 1993.
- Nawet z dziećmi może być przyjemnie, Wyd. Sic!, 1996.
- Spojrzenie wstecz. Rozmowy, Wydawnictwo Czarne, 2012.
- Nie ma się czego bać. Rozmowy z Mistrzami, Wydawnictwo Agora, 2016.
- Matka młodej matki, Wyd. Mamania, 2016.
- Jaka piękna iluzja. Magdalena Tulli w rozmowie z Justyną Dąbrowską, Znak. Literanova, 2017.
- Miłość jest warta starania. Rozmowy z Mistrzami, Wydawnictwo Agora, 2019.
- Zawsze jest ciąg dalszy. Rozmowy z Psychoterapeutami, Wydawnictwo Agora, 2021.
- Przeprowadzę cię na drugi brzeg. Rozmowy o porodzie, traumie i ukojeniu, Wydawnictwo Agora, 2023.